# Depil
Depil est un hameau sur l'ile Borðoy aux îles Féroé.

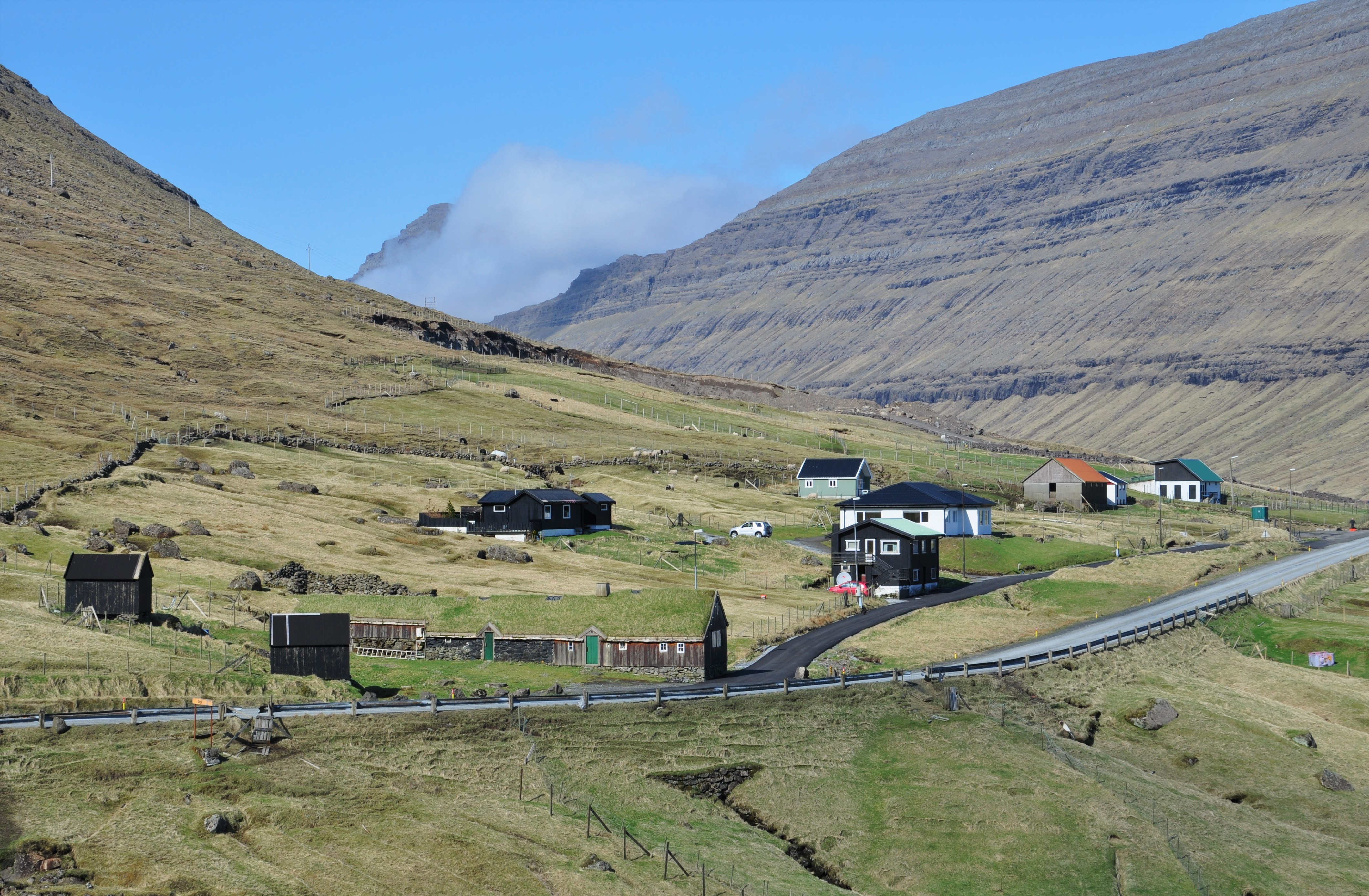
Depil (2022)